# 布羅肯貝格山
48°31′29″N 14°48′08″E / 48.5248230°N 14.8022971°E
布羅肯貝格山（德語：Brockenberg），是奧地利的山峰，位於該國北部，由上奧地利州負責管轄，屬於波希米亞林山的一部分，海拔高度1,053米，山體由花崗岩組成。